# ダヴィド・リーグラー
ダヴィド・リーグラー（David Riegler、2002年12月17日 - ）は、オーストリア・ニーダーエスターライヒ州 ウィーナー・ノイシュタット出身のサッカー選手。ポジションはディフェンダー。

## 経歴
SCアスパングでサッカーを始める。2016年1月からはニーダーエスターライヒ州サッカー協会が運営するアカデミー"AKAザンクト・ペルテン"に所属し、各年代別のチームで経験を積む。
2020-21シーズン、SKNザンクト・ペルテンのセカンドチーム（4部に所属）に移籍。2021-22シーズン、オーストリア・ブンデスリーガ2部に所属する同クラブのトップチームに昇格した。
2021年8月、SKラピード・ウィーンⅡ戦において オーストリア・ブンデスリーガ2部デビューを18歳で飾った。